# Seydi Ba
Seydi Ba, né le 4 janvier 1995 à Amilly (Loiret), ville de l'agglomération de Montargis, est un avocat français. Il est élu deuxième secrétaire de la Conférence en 2023. Il est, depuis 2020, conseiller municipal délégué à l'accompagnement vers l'égalité des chances à Orly.

## Biographie
Seydi Ba grandit à Montargis,. Son père est originaire de la Mauritanie ; titulaire d'un doctorat en agronomie obtenu à Krasnodar (URSS), il devient agent de sécurité dans des usines à son arrivée en France à la fin des années 1980.

### Parcours professionnel
Il effectue son stage au sein du cabinet August Debouzy après avoir remporté un concours d'éloquence en 2017. Seydi Ba est titulaire d'un master de droit de l'université Panthéon-Sorbonne et d'un master de droit de l'université Paris-Descartes. Il est élu deuxième secrétaire de la Conférence des avocats du barreau de Paris pour l'année 2023. Lors de la rentrée du barreau de Paris, il consacre son discours au procès en diffamation intenté par Papon contre Jean-Luc Einaudi, revenant alors sur le massacre du 17 octobre 1961,,,.
Il travaille notamment sur des affaires de terrorisme, de grand banditisme et de trafic de stupéfiants. Il se fait remarquer par les médias en dénonçant le racisme subit dans sa profession, ainsi que par son parcours allant à l'encontre du déterminisme social. Il se fait notamment connaître en défendant une plaignante dans l'affaire French Bukkake,.